# Viciria albocincta
Viciria albocincta là một loài nhện trong họ Salticidae.
Loài này thuộc chi Viciria. Viciria albocincta được Tord Tamerlan Teodor Thorell miêu tả năm 1899.